# Suðurnesjabær
Suðurnesjabær ist eine Gemeinde auf der Halbinsel Reykjanes im Südwesten Islands. Sie ist 2018 durch den Zusammenschluss der Gemeinden Sandgerði und Garður nach einer Abstimmung in beiden Gemeinden entstanden. Im selben Jahr fand eine weitere Abstimmung über den Namen der zusammengeschlossenen Gemeinde statt. Der Name Suðurnesjabær war der beliebteste und erhielt 75,3 % der Stimmen.
Die Gesamtbevölkerung von Sandgerði und Garður betrug am 1. Januar 2020 3588 Einwohner, die neue Gemeinde ist nach Reykjanesbær die bevölkerungsreichste in der Region Suðurnes.